# Piotrowice-Ochojec
Piotrowice-Ochojec (tiếng Đức: Petrowitz-Ochojetz) là một quận của Katowice, Ba Lan. Nó có diện tích 12,08 km 2 và tính đến năm 2007 có 25.110 cư dân.

## Lịch sử

### Piotrowice
Khu định cư lâu đời nhất ở khu vực ngày nay là các quận Piotrowice, Podlesie và Zarzecze là Uniczowy, một ngôi làng tồn tại vào thế kỷ 12 và được nhắc đến lần đầu tiên vào năm 1287.
Trong những biến động chính trị do Matthias Corvinus gây ra, vùng đất xung quanh Pszczyna đã bị Casimir II, Công tước xứ Cieszyn, người đã bán nó vào năm 1517 cho các ông trùm Hungary của gia tộc Thurzó, tạo thành quốc gia Pless. Trong tài liệu ghig chép kèm theo ban hành ngày 21 tháng 2 năm 1517, ngôi làng được nhắc đến với tên Petrowicze Vnicziowy. Vương quốc Bohemia năm 1526 trở thành một phần của chế độ quân chủ Habsburg. Trong Chiến tranh kế vị Áo, hầu hết Silesia đã bị Vương quốc Phổ chinh phục, bao gồm cả ngôi làng.
Uniczowy đã được thay thế một phần bởi Piotrowice trong thế kỷ 17. Nó được sáp nhập với Katowice vào năm 1939.

### Ochojec
Khu vực Ochojec được bao phủ bởi rừng cho đến giữa thế kỷ 17. Khoảng năm 1650, một folwark được thành lập tại đây bởi gia đình Promnitz, chủ sở hữu của Pless (Pszczyna). Khu định cư nhỏ xuất hiện vào năm 1770. Sự phát triển có ý nghĩa của Ochojec bắt đầu sau Thế chiến thứ nhất.

## liên kết ngoài
- Tư liệu liên quan tới Piotrowice (Katowice) tại Wikimedia Commons
- Tư liệu liên quan tới Ochojec tại Wikimedia Commons